# Gaudenzio Battistini
Pour les articles homonymes, voir Battistini.
Gaudenzio Battistini, né le 30 juin 1722 à Novare et mort le 25 février 1800 dans cette même ville, est un compositeur italien, petit fils du compositeur Giacomo Battistini.

## Biographie
Gaudenzio Battistini succède à son père en 1747 comme organiste de la chapelle de San Gaudenzio dans sa ville natale, où il reste jusqu'à sa mort. Il a composé de la musique religieuse dans un style polyphonique très développé. On trouve une biographie et des exemples musicaux dans Le cappelle musicali di Novara, de Vito Fedeli.